# Zhou Qiren
Zhou Qiren (chinesisch 周其仁, Pinyin Zhōu Qírén; * 7. August 1950) ist ein Wirtschaftswissenschaftler. Er ist Professor an der Peking-Universität. Er erhielt einen Ph.D. Abschluss an der University of California.

## Werdegang
Im Jahr 1978 wurde er an die Fakultät für Wirtschaftswissenschaften der Chinesischen Volksuniversität aufgenommen, lernte dort den Vater der ländlichen Reform in China, Du Runsheng, kennen und nahm an der Untersuchung über ländliche Investitionen in der Provinz Anhui teil. Nach seinem Abschluss im Jahr 1982 war er an der Chinesischen Akademie der Sozialwissenschaften und am Forschungszentrum für ländliche Entwicklung des Staatsrates in der Wirtschaftsforschung zu Reform- und Entwicklungsfragen tätig. Von 1989 bis 1991 besuchte er die University of Oxford, die University of Colorado und die University of Chicago. Im Herbst 1991 ging er an die University of California in Los Angeles und promovierte in Wirtschaftswissenschaften. Seit 1996 unterrichtet er am China Center for Economic Research der Peking University.

## Forschung
Die Forschung von Zhou umfasst Eigentumsrechte und Verträge, Veränderungen des Wirtschaftssystems, Unternehmens- und Marktorganisationen, Monopol und Regulierung, Landsystemreform und Urbanisierung sowie Geld und Finanzen. Er wurde von der Universität Peking zu einem der beliebtesten Professoren ernannt. Zhou Qiren sieht die Entwicklung der chinesischen Wirtschaftsreformen kritisch und ist ein bedeutender Forscher für Chinas Reform des ländlichen Raums. Zhou kritisiert im September 2018 den Stillstand der marktwirtschaftlichen Reformen, die Korruption und die vielen Aktivitäten, welche nicht rechtskonform sind, aber nicht sanktioniert werden. Ferner geht er davon aus, dass die gegenwärtige junge Generation sehr viel höhere Erwartung an das Wirtschaftswachstum hat, als die vor 1980 Geborenen. Wenn diese Erwartungen an die Wirtschaft nicht erfüllt werden, wäre das für das gesamte System problematisch. Zhou geht davon aus, dass die wirtschaftspolitischen Fragen nicht mehr ideologischer Natur sind, sondern das es um die Frage geht, welches Land arm bzw. reich sein wird. Ferner hält er die Reaktion der VR China auf den Handelskrieg mit den USA für richtig und langfristig für erfolgreich.

## Werke
- Zhou, Qiren: What China Has Got Right (中国做对了什么), China Planning Press, 2017, ISBN 978-7518206223
- Zhou, Qiren: 城乡中国, CITIC Publishing Group, 2017, ISBN 978-7-5086-7174-1
- Zhou, Qiren: Property Rights and Changes in China (产权与中国变革), Peking University Press, 2017, ISBN 978-7-301-28468-1
- Zhou, Qiren: 改革的逻辑, 中国信出版 (Verlag), 2. Auflage, 2017, ISBN 978-7-5086-7449-0
- Zhou, Qiren: 突围集 - 寻找改革新动力, 中国信出版 (Verlag), 2017, ISBN 978-7-5086-7415-5